# Jičín (stacja kolejowa)
Jičín – stacja kolejowa w Jiczynie, w kraju hradeckim, w Czechach. Jest ważnym węzłem kolejowym o znaczeniu regionalnym. Znajduje się na wysokości 275 m n.p.m.
Jest zarządzana przez Správę železnic. Na stacji znajdują się kasy biletowe, na których istnieje możliwość zakupu biletów na wszystkie pociągi w tym międzynarodowe oraz rezerwacji miejsc.

## Linie kolejowe
- 041 Hradec Králové - Jičín - Turnov
- 061 Nymburk - Jičín